# ديفيد رمضان
ديفيد رمضان (بالإنجليزية: David Ramadan)‏ (ولد ديفيد عماد رمضان) هو سياسي أمريكي لبناني يشغل منصب عضو في مجلس مندوبي فرجينيا أحد مجلسي جمعية فيرجينيا العامة (برلمان فرجينيا) اُنتخب منذ نوفمبر 2011.

## المسيرة السياسية
اُنتخب ديفيد رمضان عضوا في مجلس مندوبي فرجينيا منذ نوفمبر 2011. يحتوي المجلس مائة عضو وهو أول أمريكي عربي يفوز بمقعد في هذا المجلس رغم أن الناخبين من أصل عربي يمثلون أقلية في الولاية.

### وصلات خارجية
- الموقع الرسمي